# Lisdexanfetamina
A lisdexanfetamina (LDX; nomes comerciais: Venvanse, Elvanse, Juneve, entre outros) é um medicamento derivado da anfetamina, estimulante do sistema nervoso central (SNC) e psicoestimulante. É usada principalmente para tratar o transtorno de déficit de atenção e hiperatividade (TDAH) em pessoas com mais de cinco anos de idade, bem como o transtorno de compulsão alimentar moderada a grave em adultos e narcolepsia. Lisdexanfetamina é administrada por via oral. Seus efeitos geralmente começam dentro de 2 horas e duram até 14 horas.
Também é usado como um intensificador de desempenho atlético e cognitivo.[carece de fontes?] E uso recreacional como afrodisíaco e euforizante, melhorando a autoconfiança e sociabilidade. Em doses excessivamente altas, psicose (por exemplo, alucinações, delírios), vício e quebra muscular rápida podem ocorrer.[carece de fontes?] A anfetamina é contraindicada em pessoas com histórico de abuso de drogas. recomenda o monitoramento da altura e do peso de crianças e adolescentes aos quais é prescrito um medicamento anfetamínico.[carece de fontes?] No trato gastrointestinal, os efeitos são imprevisíveis. Se a atividade intestinal for alta, a anfetamina pode reduzir a motilidade gastrointestinal (a velocidade na qual o conteúdo se move através do sistema digestivo);  no entanto, a anfetamina pode aumentar a motilidade quando o músculo liso do trato está relaxado.
As cápsulas estão disponíveis em doses de 30, 50 e 70 mg, A dose inicial e recomendada de Venvanse é de 30 mg uma vez por dia pela manhã. A dose pode ser aumentada até o máximo recomendado de 70 mg uma vez por dia pela manhã, conforme orientado pelo médico.
Desde 2010, o medicamento conta com a aprovação da Anvisa. A lisdexanfetamina foi aprovada para uso médico nos Estados Unidos em 2007. Em 2020, foi o 85º medicamento mais prescrito nos Estados Unidos, com mais de 8 milhões de prescrições. É uma substância controlada.

## Usos da Lisdexanfetamina

#### Usos Médicos
A anfetamina é usada para tratar transtorno de déficit de atenção e hiperatividade (TDAH), narcolepsia (um distúrbio do sono) e obesidade, e às vezes é prescrita sem seguir as indicações homologadas para este fármaco (uso "off-label"), como os de outras anfetaminas farmacêuticas, particularmente para depressão e dor crônica. Sabe-se que a exposição prolongada a anfetaminas em doses suficientemente altas em algumas espécies animais produz desenvolvimento anormal do sistema de dopamina ou danos nos nervos, mas em alguns casos com humanos com TDAH, as anfetaminas farmacêuticas em dosagens terapêuticas podem melhorar o desenvolvimento do cérebro e o crescimento dos nervos. Revisões de estudos de ressonância magnética (MRI) sugerem que o tratamento de longo prazo com anfetamina diminui as anormalidades na estrutura e função cerebral encontradas em indivíduos com TDAH e melhora a função em vários partes do cérebro, como o núcleo caudado direito dos gânglios da base.

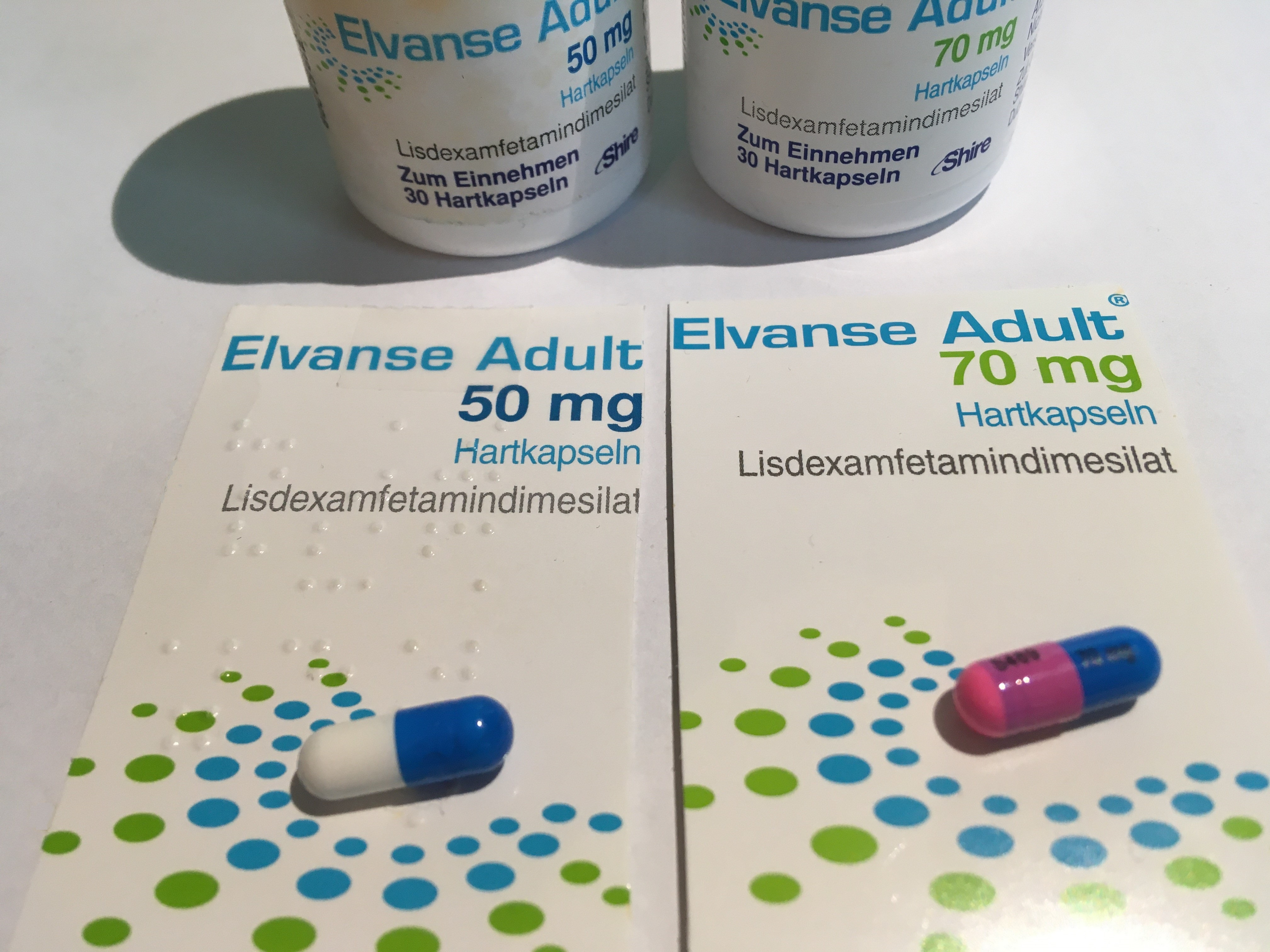
Cápsulas Elvanse Adulto 50mg e 70mg colocadas na embalagem (Alemanha)

Revisões de pesquisas clínicas com estimulantes estabeleceram a segurança e eficácia do uso contínuo de anfetaminas em longo prazo para o tratamento do TDAH. Aproximadamente 80% das pessoas que usam esses estimulantes percebem melhorias nos sintomas de TDAH. Crianças com TDAH que usam medicamentos estimulantes geralmente têm melhores relacionamentos com colegas e familiares, têm melhor desempenho na escola , são menos distraídos e impulsivos e têm períodos de atenção mais longos. As revisões da Cochrane sobre o tratamento do TDAH em crianças, adolescentes e adultos com anfetaminas farmacêuticas afirmou que estudos de curto prazo demonstraram que essas drogas diminuem a gravidade dos sintomas, mas apresentam taxas de descontinuação mais altas do que medicamentos não estimulantes devido a seus efeitos colaterais adversos. Uma revisão da Cochrane sobre o tratamento do TDAH em crianças com "transtornos de tique" como síndrome de Tourette indicou que estimulantes em geral não fazem os tiques é piorarem, mas altas doses de dextroanfetamina podem exacerbar as crises.

#### Desempenho cognitivo
Em 2015, uma revisão sistemática e uma metanálise de alta qualidade ensaio clínico descobriram que, quando usada em doses baixas (terapêuticas), a anfetamina produz melhorias modestas, mas inequívocas, na cognição, incluindo memória de trabalho, longo prazo memória episódica, controle inibitório e alguns aspectos de atenção, em adultos saudáveis normais sabe-se que esses efeitos de aumento da cognição da anfetamina são parcialmente mediados por ativação indireta de ambos e adrenoceptor α2 no córtex pré-frontal. Uma revisão sistemática de 2014 descobriu que baixas doses de anfetamina também melhoram a consolidação da memória, levando, por sua vez, a uma melhora da recuperação de memória. Doses terapêuticas de anfetamina também aumentam a eficiência da rede cortical, um efeito que medeia melhorias na memória de trabalho em todos os indivíduos. Anfetaminas e outros estimulantes do TDAH também melhoram a motivação para realizar uma tarefa, e aumenta a excitação (vigília), por sua vez, promovendo um comportamento direcionado a objetivos.

#### Performance física
As anfetaminas são usada por alguns atletas por seus efeitos psicológicos e de melhoria do desempenho atlético, como aumento da resistência e do estado de alerta; agências internacionais antidopagem. Em pessoas saudáveis em doses terapêuticas orais, foi demonstrado que a anfetamina aumenta a força muscular, a aceleração, o desempenho atlético em condições anaeróbicas e a resistência (ou seja, retarda o início da fadiga), enquanto melhora o tempo de reação. A anfetamina melhora a resistência e o tempo de reação principalmente por meio da inibição da recaptação e liberação de dopamina no sistema nervoso central. A anfetamina e outras drogas dopaminérgicas também aumentam a produção de energia em níveis fixos de esforço percebido, substituindo um "interruptor de segurança", permitindo que o limite de temperatura central aumente para acessar uma capacidade de reserva que normalmente está fora dos limites. Em doses terapêuticas, os efeitos adversos da anfetamina não impedem o desempenho atlético; no entanto, em doses muito mais altas, a anfetamina pode induzir efeitos que prejudicam gravemente o desempenho, como degradação muscular rápida e temperatura corporal elevada.

##### Depressão
Alguns ensaios clínicos que usaram lisdexanfetamina como terapia complementar com um inibidor seletivo da recaptação da serotonina (ISRS) ou inibidor da recaptação da serotonina-norepinefrina (IRSN) para tratamento- depressão resistente indicou que isso não é mais eficaz do que o uso de um ISRS ou IRSN isoladamente. Outros estudos indicaram que os psicoestimulantes potencializaram os antidepressivos e foram prescritos de forma insuficiente para depressão resistente ao tratamento. Nesses estudos, os pacientes apresentaram melhora significativa na energia, humor e atividade psicomotora. As diretrizes clínicas aconselham cautela no uso de estimulantes para depressão.
Em fevereiro de 2014, a Shire anunciou que dois ensaios clínicos em estágio avançado descobriram que o Venvanse não era um tratamento eficaz para a depressão, e o desenvolvimento para essa indicação foi interrompido. Uma meta-análise de 2018 de estudo clínico randomizado de lisdexanfetamina para potencialização dos efeitos de antidepressivos em pessoas com transtorno depressivo maior (o primeiro a ser conduzido) descobriu que a lisdexanfetamina não foi significativamente melhor do que o placebo na melhora dos escores da "Escala de Avaliação de Depressão de Montgomery–Åsberg", resultado clínico, ou taxa de remissão. No entanto, houve indicação de um pequeno efeito na melhora dos sintomas depressivos. A lisdexanfetamina se saiu bem na meta-análise. A quantidade de evidências foi limitada, com apenas quatro ensaios incluídos. Em uma metanálise subsequente em 2022 , a lisdexanfetamina foi significativamente eficaz como um complemento antidepressivo para a depressão resistente ao tratamento.
Embora a lisdexanfetamina tenha mostrado eficácia limitada no tratamento da depressão em ensaios clínicos, a segunda fase de um estudo clínico descobriu que a adição de lisdexanfetamina a um antidepressivo melhorou a disfunção executiva em pessoas com transtorno depressivo maior leve, mas disfunção executiva persistente.

## Interações
- Agentes acidificantes: Medicamentos ou alimentos que acidificam a urina, como ácido ascórbico (Vitamina C), aumentam a excreção urinária de dextroanfetamina, diminuindo assim a meia-vida e a eficácia da dextroanfetamina no corpo.[40]
- Agentes alcalinizantes: Medicamentos ou alimentos que alcalinizam a urina, como bicarbonato de sódio, diminuem a excreção urinária de dextroanfetamina, aumentando assim a meia-vida e a eficácia da dextroanfetamina no corpo.[41]
- Inibidores do CYP2D6: Hidroxilação via enzima citocromo P450 CYP2D6 é a principal via de metabolismo da dextroanfetamina.[41] Inibidores potentes do CYP2D6, como paroxetina, fluoxetina, bupropiona e duloxetina, entre outros, podem inibir o metabolismo da dextroanfetamina e, portanto, aumentar a exposição a ela.[42] O uso concomitante de lisdexanfetamina com inibidores do CYP2D6 pode aumentar o risco de síndrome da serotonina devido à maior exposição ao medicamento.[42]
- Inibidores da monoamina oxidase:[40][41] O uso concomitante de IMAOs e estimulantes do sistema nervoso central, como a lisdexanfetamina, pode causar uma crise hipertensiva.

## Contraindicações
De acordo com o Programa Internacional de Segurança Química (IPCS) e a Administração de Alimentos e Medicamentos (FDA) dos EUA, a anfetamina é contraindicada em pessoas com histórico de abuso de drogas,[carece de fontes?] doença cardiovascular, Irritabilidade, agitação grave ou ansiedade grave. Também é contraindicado em indivíduos com arteriosclerose avançada (endurecimento das artérias), glaucoma (aumento da pressão ocular), hipertireoidismo (produção excessiva de hormônio tireoidiano) ou hipertensão moderada a grave. As agências citadas indicam que pessoas que estão tomando inibidores da monoamina oxidase (IMAOs) não devem tomar anfetamina. E também declaram que qualquer pessoa com anorexia nervosa, transtorno bipolar, depressão, hipertensão, problemas de fígado ou rins, mania, psicose, fenômeno de Raynaud, convulsões, problemas de tireoide, tiques ou síndrome de Tourette deve monitorar seus sintomas enquanto estiver tomando anfetamina. Evidências de estudos em humanos indicam que o uso terapêutico de anfetamina pode potencialmente causar anormalidades no desenvolvimento do feto ou recém-nascidos, principalmente em casos de abuso da anfetamina apresenta riscos ao feto, estudos em animais mostraram evidências de uma ocorrência aumentada de danos fetais, cuja significância é considerada incerta em humanos. A anfetamina também demonstrou passar para o leite materno, então a IPCS e a FDA aconselham as mães a evitar a amamentação ao usar esta medicação. Devido ao potencial de comprometimentos reversíveis do crescimento, a FDA recomenda monitorar a altura e o peso de crianças e adolescentes prescritos com um medicamento anfetamínico.

## Efeitos colaterais
Os efeitos colaterais comuns da lisdexanfetamina incluem palpitações, elevação da pressão arterial, perda de apetite, diarreia, dificuldade para dormir, e náusea. Os efeitos colaterais raros, mas graves, incluem alergias e parada cardíaca em pessoas com problemas cardíacos subjacentes. É considerada uma substância com alto potencial para abuso pela DEA (quando a dosagem é excedida). Pode levar à síndrome da serotonina se usado com certos outros medicamentos. Seu uso durante a gravidez pode resultar em danos ao bebê e o uso durante a amamentação não é recomendado pelo fabricante.
A lisdexanfetamina foi desenvolvida com a intenção de criar uma versão mais duradoura e com menor risco de dependência que a dextroanfetamina (DEX)  Os produtos que contêm lisdexanfetamina têm um perfil de segurança comparável aos que contêm anfetaminas.

### Psicológico
Em doses terapêuticas normais, os efeitos colaterais psicológicos mais comuns da anfetamina incluem aumento do estado de alerta , apreensão, concentração, autoconfiança, sociabilidade, euforia, alterações de humor, alterações do desejo sexual, bruxismo, ansiedade, comportamentos repetitivos ou obsessivos, inquietação, irritabilidade. Os efeitos colaterais raros, mas graves, incluem mania, psicose e paranóia. Embora muito rara, a psicose também pode ocorrer em doses terapêuticas durante terapia de longo prazo.[carece de fontes?] Esses efeitos dependem da personalidade do usuário e do estado mental atual.

## Química
Trata-se de um pró-fármaco da dextroanfetamina. A sua estrutura química consiste na conjugação da dextroanfetamina com o aminoácido essencial L-Lisina.
A dextroanfetamina, como outras anfetaminas, provoca seus efeitos estimulantes por meio de várias ações distintas: ela inibe ou reverte as proteínas transportadoras para os neurotransmissores monoamina (nomeadamente os transportadores de serotonina , norepinefrina e dopamina ) por meio do receptor 1 associado a amina traço (TAAR1) ou de forma independente do TAAR1 quando há altas concentrações citosólicas dos neurotransmissores monoamina e libera esses neurotransmissores das vesículas sinápticas por meio do transportador vesicular de monoamina 2 .
Após a absorção na corrente sanguínea, a lisdexanfetamina é completamente convertida pelos glóbulos vermelhos em dextroanfetamina e no aminoácido L-lisina por hidrólise via enzimas aminopeptidases indeterminadas Após a administração oral, a anfetamina aparece na urina em 3 horas. Cerca de 90% da anfetamina ingerida é eliminada 3 dias após a última dose oral.
Existem muitos nomes possíveis para lisdexanfetamina com base em nomenclatura IUPAC, mas geralmente é nomeado como N-[(2S)-1-fenil-2-propanil] -L-lysinamide ou (2S)-2,6-diamino-N-[(1S)-1 -metil-2-feniletil]hexanamida. A reação de condensação ocorre com perda de água:
(S)-
PhCH2CH(CH3)NH2   +   (S)-
HOOCCH(NH2)CH2CH2CH2CH2NH2   →   (S,S)
PhCH2CH(CH3)NHC(O)CH(NH2)CH2CH2CH 2CH2NH2   +  
H2O
O grupo funcional amina é vulnerável à oxidação no ar e, portanto, os produtos farmacêuticos que os contêm são geralmente formulados como sais onde este resto que tem foi protonado. Isso aumenta a estabilidade, a solubilidade em água e, ao converter um composto molecular em um composto iônico, aumenta o ponto de fusão e, assim, garante um produto sólido.[carece de fontes?] No caso da lisdexanfetamina, isso é obtido pela reação com dois equivalentes de ácido metanossulfônico para produzir o sal dimesilato, um solúvel em água (792 mg mL−1) em pó de cor branca a esbranquiçada.
PhCH2CH(CH3)NHC(O)CH(NH2)CH2CH2CH2CH2NH2   +   2 
CH3SO3H   →   
[PhCH2CH(CH3)NHC(O)CH(NH+
3)CH2CH2CH2CH2NH+
3]
[CH3SO−
3]2
A lisdexanfetamina por si só é inativa, ou seja, trata-se de um pró-fármaco que é convertido em dextroanfetamina, de forma limitada e gradual, devido ao processo enzimático necessário para a remoção da porção de L-Lisina. Esse metabolismo reduz seu uso restabelecido, permitindo a eficácia do fármaco durante um período mais longo.